# جوني نوكسفيل
فيليب جون كلاب (بالإنجليزية: Johnny Knoxville)‏ (ولد في مارس 1971) يعرف باسمه المسرحي (جوني نوكسفيل) هو ممثل، كوميدي ومتحدي مخاطر، شارك في عديد من الأفلام لكنه اشتهر بألتأليف والتمثيل في السلسلة التلفزيونية Jackass والتي أصبحت لاحقا سينمائية أيضا.
ولد في نوكسفيل، تينيسي الولايات المتحدة الأمريكية، تزوج مرتان ولديه ابنة وولد .

## روابط خارجية
- جوني نوكسفيل على موقع IMDb (الإنجليزية)
- جوني نوكسفيل على موقع روتن توميتوز (الإنجليزية)
- جوني نوكسفيل على موقع ألو سيني (الفرنسية)
- جوني نوكسفيل على موقع ميوزك برينز (الإنجليزية)
- جوني نوكسفيل على موقع تيرنر كلاسيك موفيز (الإنجليزية)
- جوني نوكسفيل على موقع أول موفي (الإنجليزية)
- جوني نوكسفيل على موقع بوكس أوفيس موجو (الإنجليزية)
- جوني نوكسفيل على موقع قاعدة بيانات الأفلام السويدية (السويدية)
- جوني نوكسفيل على موقع إن إن دي بي (الإنجليزية)
- جوني نوكسفيل على موقع أول ميوزيك (الإنجليزية)